# Éric Villiard
Éric Villiard (22 luglio 1970) è un ex sciatore alpino canadese.

## Biografia
Villiard, slalomista puro originario di Sainte-Adèle, debuttò in campo internazionale in occasione dei Mondiali juniores di Madonna di Campiglio 1988; conquistò il primo piazzamento in Coppa del Mondo il 30 gennaio 1994 a Chamonix (26º) e l'ultima vittoria in Nor-Am Cup, nonché ultimo podio, il 10 dicembre 1995 a Mount Snow. Il 7 gennaio 1996 ottenne a Flachau il miglior piazzamento in Coppa del Mondo (17º) e ai successivi  Mondiali di Sierra Nevada 1996, sua prima presenza iridata, non completò la prova. Prese per l'ultima volta il via in Coppa del Mondo il 30 gennaio 1997 a Schladming e in una rassegna iridata ai successivi Mondiali di Sestriere 1997, in entrambi i casi senza completare la prova; si ritirò al termine di quella stessa stagione 1996-1997 e la sua ultima gara in carriera fu uno slalom speciale FIS disputato l'8 aprile a Skibec. Non prese parte a rassegne olimpiche.

## Palmarès

### Coppa del Mondo
- Miglior piazzamento in classifica generale: 109º nel 1996

### Nor-Am Cup
- 2 podi (dati dalla stagione 1994-1995):
  - 1 vittoria
  - 1 terzo posto

#### Nor-Am Cup - vittorie
| Data             | Località   | Paese       | Specialità |
| ---------------- | ---------- | ----------- | ---------- |
| 10 dicembre 1995 | Mount Snow | Stati Uniti | SL         |

Legenda:

SL = slalom speciale

### South American Cup
- 1 podio (dati dalla stagione 1994-1995):
  - 1 secondo posto

### Campionati canadesi
- 3 medaglie (dati parziali fino alla stagione 1994-1995)[1]:
  - 2 ori (slalom gigante nel 1991; supergigante nel 1993)
  - 1 argento (slalom speciale nel 1996)